# Сигнал (институт)
Всероссийский научно-исследовательский институт «Сигнал» (ВНИИ «Сигнал») — крупнейшая в России научно-исследовательская организация по разработке и изготовлению регулируемых приводов и систем электропитания. Расположена в городе Коврове, Владимирской области.

## История
«Сигнал» ведёт свою историю с середины 1950-х годов, когда он начал проектировать танковые стабилизаторы. В 2010-е годы «Сигнал» разрабатывает электронику и гидравлику для автоматизации средств управления и систем наведения артиллерии и танков, а также средства навигации и геопривязки. Большая часть продукции института применяется в ракетной технике, военных судах и вертолётах, а навигационная аппаратура используется в сухопутной боевой технике. «Сигнал» много внимания уделяет совершенствованию гидравлических приводов самых различных видов, а его партнёрами являются около 90 российских институтов, конструкторских бюро и машиностроительных предприятий.
Созданными коллективом института системами наведения и стабилизации, системами навигации и топопривязки, комплексами и средствами автоматизированного управления огнём оснащены находящиеся на вооружении танки и боевые машины пехоты, зенитные и противотанковые системы залпового огня, самоходные артиллерийские орудия, машины разведки и управления огнём огневых подразделений, боевые корабли ВМФ, боевые вертолёты.
За 45 лет своей производственной деятельности ВНИИ «Сигнал» стал одним из ведущих НИИ оборонной промышленности. Им выполнено более 700 научно-исследовательских и опытно-конструкторских работ, более 230 изделий внедрено в производство.
Институт обладает высоким научно-техническим потенциалом. Тематические исследовательские, конструкторские и технологические подразделения оснащены современным оборудованием и вычислительной техникой.
ВНИИ «Сигнал» является одним из основных  разработчиков в стране приводов наведения и стабилизации вооружения бронетанковой техники, артиллерии, ракет, боевых вертолётов, кораблей ВМФ, Практически все наиболее известные  объекты вооружения оснащены этой техникой. В настоящее время институт ведёт работы по модернизации систем наведения и стабилизации комплексов «Кинжал», «Универсал», «Огонь», боевых машин пехоты, танков и осуществляет ряд экспортных поставок изделий. Ещё одним из основных направлений ВНИИ «Сигнал» является разработка систем навигации и топогеодезического обеспечения подвижных сухопутных объектов Вооружённых сил. Более 70 объектов бронетанковой, артиллерийской, ракетной техники оснащено этими системами. 
В 2025 году институт награждён орденом Александра Невского.

## Разработки
Продукция гражданского назначения
Продукция военного и двойного назначения
Ниже представлен краткий список продукции, разработанной институтом, как учреждением в структуре оборонно-промышленного комплекса СССР и России:
- командно-штабная машина (КШМ) для управления батареей оперативно-тактических ракетных комплексов (ОТРК);
- системы стабилизации вооружения танков Т-54, Т-55, Т-62, Т-64;
- системы управления ПТУР «Шмель», «Овод», ОТРК «Точка», «Ока», ККР «Пурга (1977);
- система управления огнём танка Т-64АБ, система телеуправления торпедами ТЭСТ-68, ТЭСТ-71; дальномерно-визирное устройство ДВУ-2 для корабельной РСЗО А-215;
- электроприводы наведения комплекса «Берег»;
- рулевые приводы ракет для БРСД «Пионер», электрогидравлический ЦГП для «Темп-С» (1960-е), «Тополь»;
- системы наведения зенитных артустановок КС-30, КМ-52, С-78А, ОТРК «Точка», «Ока», корабельной РСЗО С-39 «Град»;
- гидроприводы для зенитного орудия 2М-3 (конец 1940-х), корабельных артустановок СМ-2, СМ-3, СМ-5, для ЗСУ-37-2 «Енисей», самоходного миномёта «Тюльпан», самоходных пусковых установок комплексов «Пионер», «Тополь», «Круг», С-75, С-125, С-200, 9А35, корабельного зенитного ракетного комплекса ЗиФ-101, реактивных бомбомётов РБУ-1000, РБУ-6000;
- система дистанционного управления Д-59 для ПУ СМ-59 для «КСЩ» (1957);
- приводы наведения антенн РЛС комплексов «Купол», «Бук», С-300, антенн Р-10, РС-11 РЛС системы противоракетной обороны «А», РКЦ-35 системы ПРО А-35 (1960-е);
- приводы наведения антенн ГАС крейсеров «Киев», «Ленинград», подводных лодок пр. 705, антенн плавучих КИК «Космонавт Юрий Гагарин», «Академик Сергей Королёв», антенн дальней космической связи АДУ-1000;
- приводы наведения кинотеодолитов КТ-50, кинофототелескопов КФТ-60, КФТ-80, космических фотоаппаратов «Жемчуг», «Яхонт», «Икар», «Опал», телескопов станции «Салют»;
- системы приводов для стартовых комплексов баллистических ракет на Байконуре «Пирамида», «Конус», «Призма», системы «Энергия-Буран»;
- приводы и манипуляторы глубоководных аппаратов «Поиск»;
- приводы интерцепторов для сторожевых катеров пр. 12200 «Соболь», патрульных катеров пр. 14310 «Мираж» (2000-е);
- магнитно-гравитационная система ориентации для космических аппаратов АУОС-3;
- унифицированный подвижный пункт подготовки информации.

## Известные сотрудники
- Новосёлов, Борис Васильевич (18.05.1933 - 11.02.2016) — доктор технических наук, заслуженный изобретатель РСФСР, заслуженный деятель науки РФ, заслуженный конструктор РФ. В 1994 был избран действительным членом Международной Академии информатизации, а в 1995 избран действительным членом Академии инженерных наук Российской Федерации. Награжден: Орден Трудового Красного Знамени, Медаль «За трудовую доблесть», Медаль «В ознаменование 100-летия со дня рождения Владимира Ильича Ленина», Медаль «Ветеран труда», Медаль имени К.Э. Циолковского, Медаль имени академика Н.А. Пилюгина, Медаль имени академика А.Д. Надирадзе, Медаль имени академика С.П. Королева, серебряная медаль ВДНХ, Медаль «Лауреат ВВЦ», Медаль имени В.А. Дегтярева, Медаль «Во славу русского оружия».Решением Ковровского городского Совета народных депутатов Владимирской области от 25 декабря 2002 года  присвоено звание "Почётный гражданин города Ковров"
- Сазыкин Юрий Михайлович (8.04.1932 - 9.10.2019) - доктор технических наук, заслуженный изобретатель РСФСР (1981), заслуженный конструктор Российской Федерации (1997), почётный работник высшего профессионального образования РФ (2002).  В 1994 году был избран действительным членом Академии инженерных наук и Международной академии информатизации. Награжден орденами Октябрьской революции (1976) и «Знак Почёта»(1966), двумя орденами Трудового Красного Знамени(1971, 1984); медалями: «За доблестный труд. В ознаменование 100-летия со дня рождения В.Я. Ленина» (1970), «имени академика АД. Надирадзе (1995), «Ветеран труда» (1985), «имени В.А. Дегтярёва» (2008); почётный знак: «Трудовая доблесть России» (2012). Лауреат Государственной премии СССР и Ленинской премии СССР. Решением Ковровского городского Совета народных депутатов Владимирской области от 12 февраля 2002 года присвоено звание "Почётный гражданин города Ковров".